# Mausolée de Patrice Lumumba
Le mausolée de Patrice Lumumba, est un monument situé à Kinshasa dans la commune de Limete, sur la place de la Reconstruction devant la tour de l'Échangeur, en république démocratique du Congo. Le mausolée est composé d'une statue de Patrice Lumumba surplombant l'édifice et de ses reliques placées dans un cercueil.

## Historique
L'édification du monument a eu lieu à la suite de la restitution de la dent de Patrice Lumumba par les autorités belges, le 20 juin 2022 lors d'une cérémonie à Bruxelles, au palais d'Egmont en compagnie de la famille et du premier ministre belge Alexander De Croo. Il s'agit de la seule relique connue du corps de Lumumba, assassiné en 1961. La dent fut rapatriée au Congo et accompagnée d’un pélerinage national de neuf jours. Le 30 juin 2022, à l'occasion de la fête nationale, la dent fut solennellement déposée dans le mausolée situé à l’échangeur dans la commune de Limete, à Kinshasa, au pied de la tour, surmonté de  la statue de Lumumba d'environ 10 mètres qui se trouvait au rond-point adjacent au monument actuel.
En novembre 2024, le mausolée est vandalisé, et plusieurs vitres sont brisées sans pour autant porter atteinte aux reliques,.

## Galerie

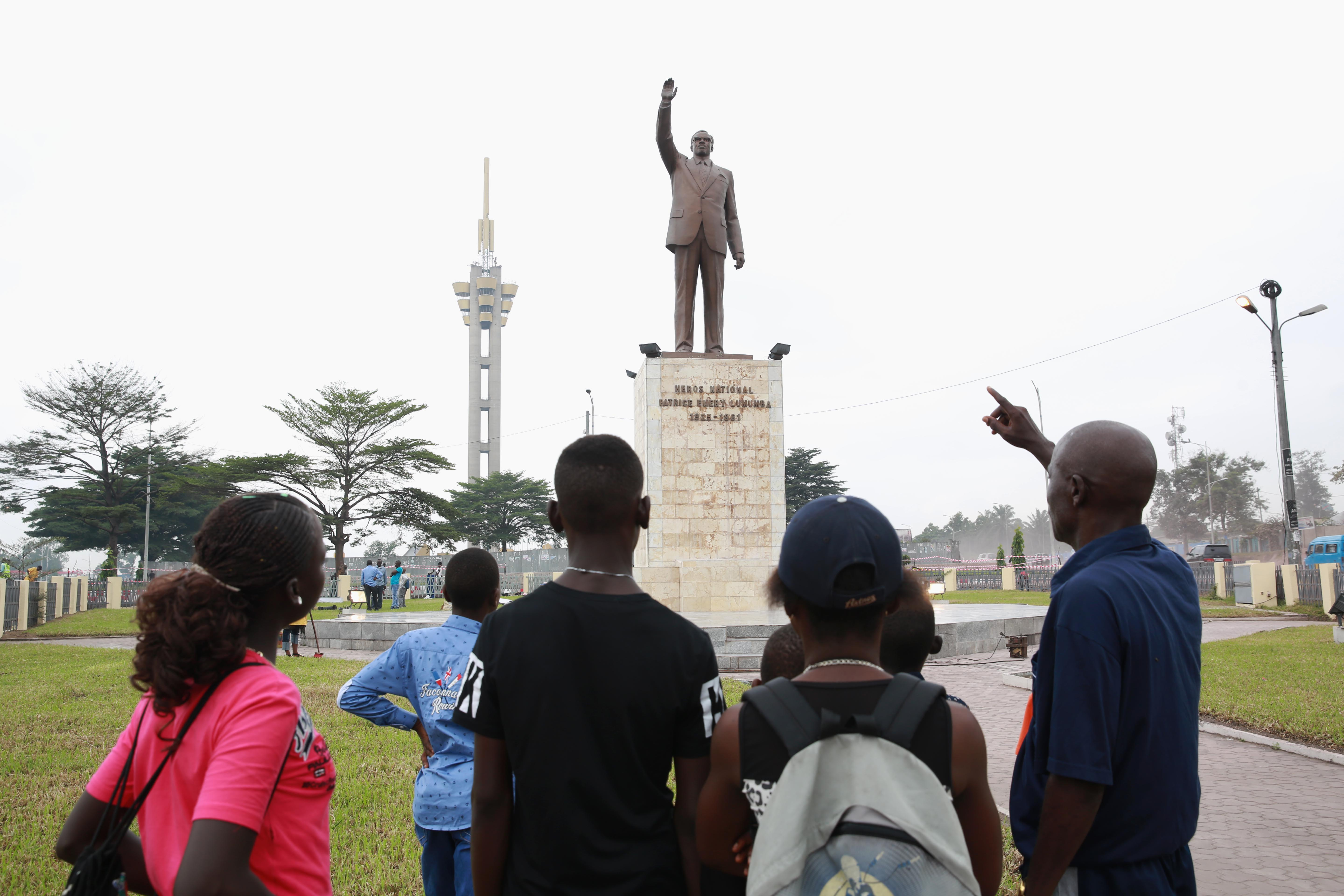
La statue de Patrice Lumumba avant la construction du mausolée avec en arrière-plan la tour de l'Échangeur.
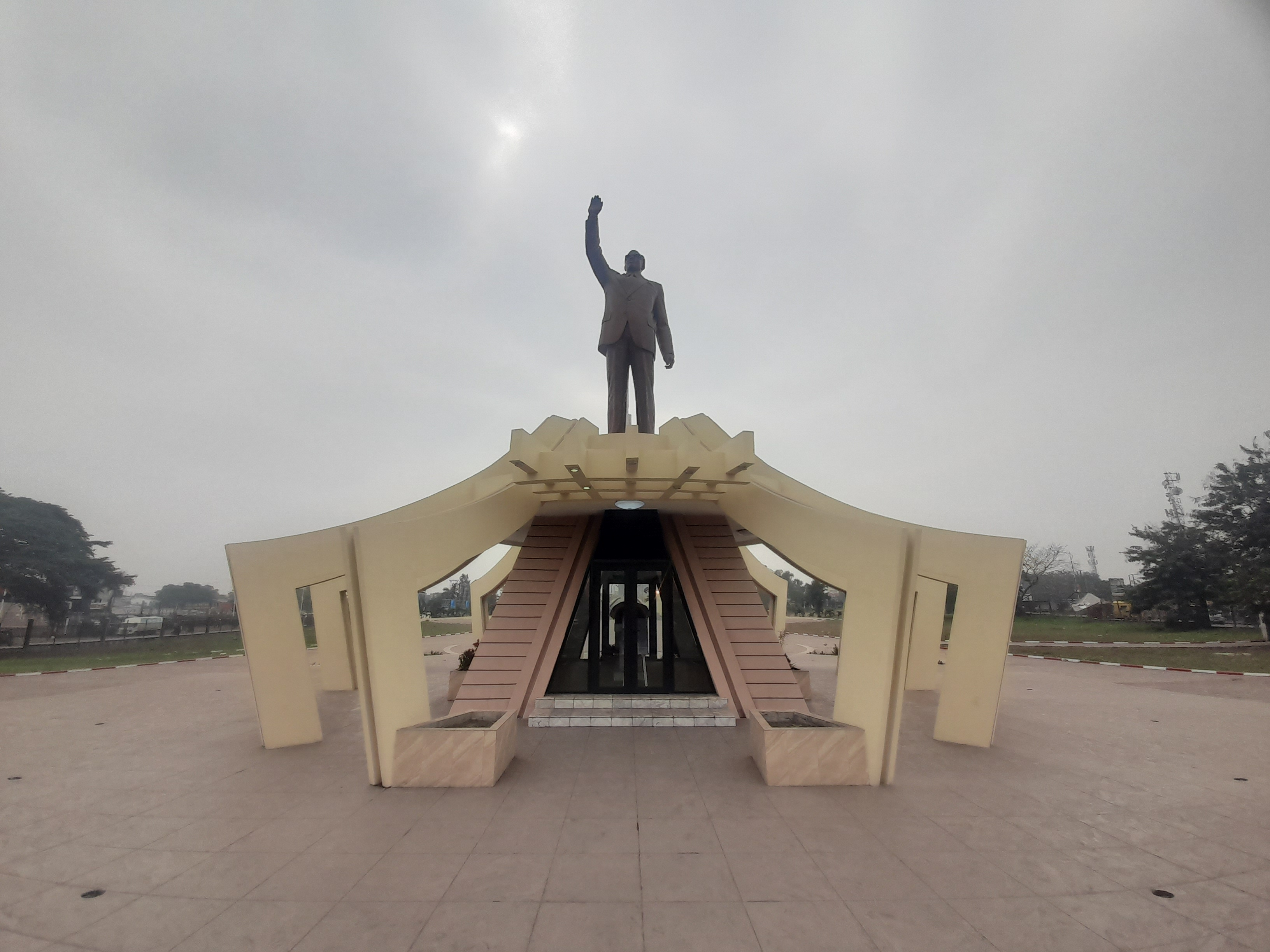
Le mausolée en août 2025.
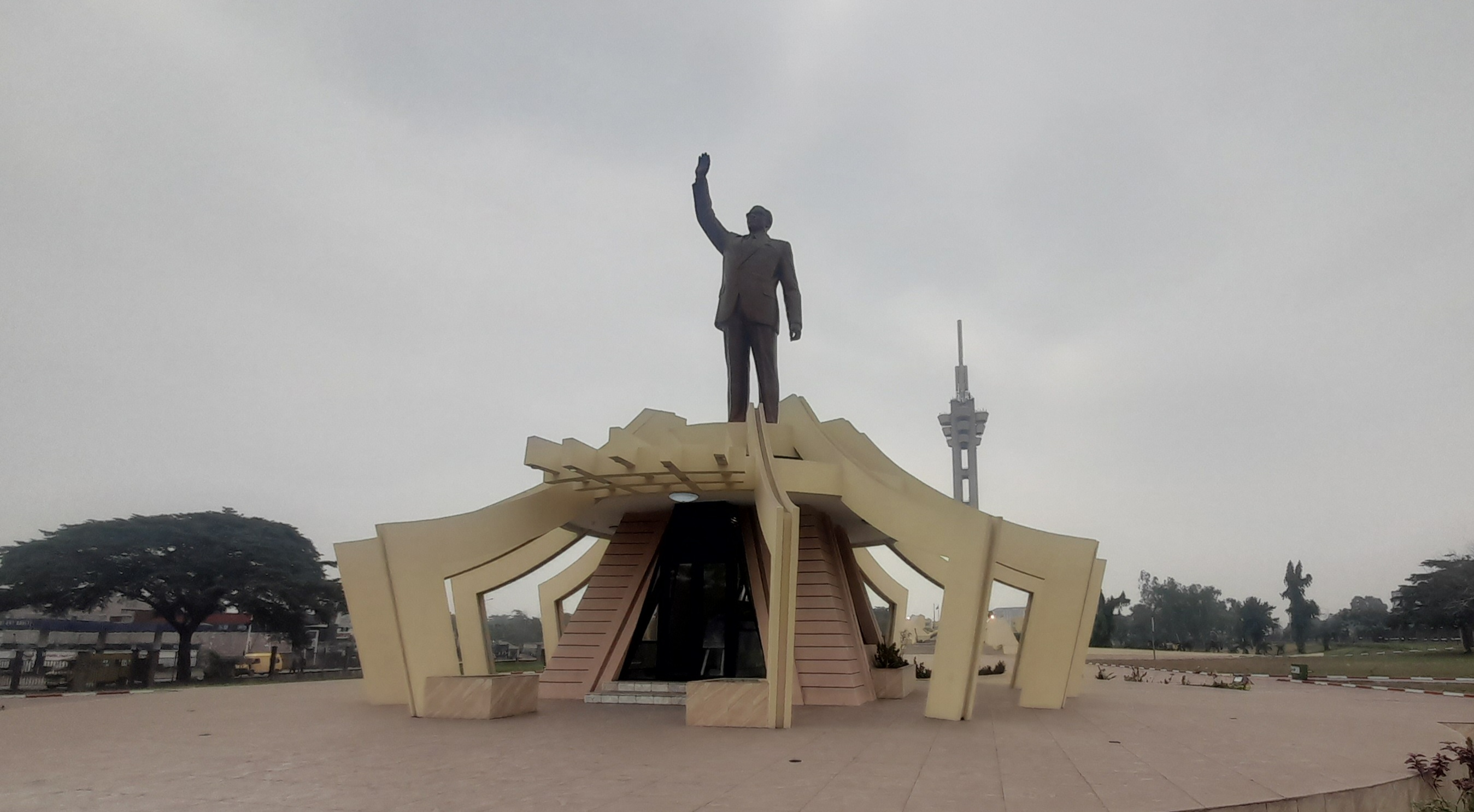
Le mausolée avec en arrière-plan la tour de l'Échangeur sur la place de la Reconstruction.